# Club Atlético River Plate
Club Atlético River Plate (normalt bare kendt som River Plate) er en argentinsk fodboldklub, der blev grundlagt den 25. maj 1901. Klubben har hjemsted i hovedstaden Buenos Aires med hjemmebane på stadionet El Monumental. Klubben er med 37 nationale mesterskaber den mest succesfulde klub i Argentina. Udover de nationale mesterskaber har klubben vundet Copa Libertadores fire gange og Intercontinental Cup én gang.

## Titler
- Argentinsk helårs-mesterskab (36): 1932, Copa Campeonato 1936, Copa de Oro 1936, 1937, 1941, 1942, 1945, 1947, 1952, 1953, 1955, 1956, 1957, Metropolitano 1975, Nacional 1975, Metropolitano 1977, Metropolitano 1979, Nacional 1979, Metropolitano 1980, Nacional 1981, 1985/86, 1989/90, Apertura 1991, Apertura 1993, Apertura 1994, Apertura 1996, Clausura 1997, Apertura 1997, Apertura 1999, Clausura 2000, Clausura 2002, Clausura 2003, Clausura 2004, Clausura 2008, Final 2014, Liga Profesional 2021.

- Copa Libertadores (4): 1986, 1996, 2015 og 2018
- Intercontinental Cup (1): 1986
- Copa Interamericana (1): 1987
- Supercopa Sudamericana (1): 1997
- Copa Sudamericana (1): 2014
- Recopa Sudamericana (1): 2015, 2016 og 2019
- Copa Suruga Bank (1): 2015
- Cup Tie Competition (1): 1914
- Copa Aldao (6): 1936, 1937, 1941, 1945, 1947 og 1955.

- Copa de Competencia Jockey Club (1): 1914.
- Copa de Competencia (1): 1932.
- Copa Doctor Carlos Ibarguren (4): 1937, 1941, 1942 og 1952.
- Copa Adrián C. Escobar (1): 1941
- Copa de Oro Eva Perón (1): 1957
- Copa Campeonato (1): 2014.
- Copa Argentina (2): 2016, 2017 og 2018
- Supercopa Argentina (1): 2017 og 2019
- Trofeo de Campeones: 2021

## Kendte spillere
- Adolfo Pedernera
- Omar Sivori
- Alfredo di Stéfano
- Néstor Rossi
- Marius Hiller
- Leonardo Cilaurren
- Ricardo Vaghi
- José María Minella
- José Soriano
- Carlos Peucelle
- José Manuel Moreno
- Juan Carlos Muñoz
- Walter Gómez
- Renato Cesarini
- Ángel Labruna
- Félix Loustau
- Bernabé Ferreyra
- Norberto Yácono
- Luis Artime
- Federico Vairo
- Eladio Rojas
- Amadeo Carrizo
- José Ramos
- Juan Carlos Sainz
- Vladislao Cap
- José Ramos Delgado
- José Varacka
- Ermindo Onega
- Daniel Onega
- Roberto Matosas
- Luís Alberto Cubilla
- Hugo Gatti
- Oscar Más
- Roberto Perfumo
- Norberto Alonso
- Juan José López
- Ubaldo Fillol
- Carlos Manuel Morete
- Alejandro Sabella
- Reinaldo Merlo
- Daniel Passarella
- Pablo Comelles
- Leopoldo Luque
- Oscar Ortiz
- Miguel Ángel Raimondo
- Héctor Artico
- Américo Gallego
- Emilio Commisso
- Ramón Díaz (1975–82; 1991–93)
- Héctor Enrique (1980–90)
- Mario Kempes (1981–82)
- Antonio Alzamendi (1982–83; 1986–88)
- Enzo Francescoli (1983–86; 1994–97)
- Jorge Borelli (1983–87)
- Nery Pumpido (1983–88)
- Sergio Goycochea (1983–88; 1993–94)
- Nestor Gorosito (1984–88)
- Pedro Troglio (1984–88)
- Claudio Caniggia (1985–88)
- Claudio Morresi (1985–88)
- Oscar Ruggeri (1985–88)
- Juan Gilberto Funes (1986–88)
- Abel Balbo (1988–89)
- Jorge Higuaín (1988–91)
- Ángel Comizzo (1988–92; 2001–03)
- Ramón Medina Bello (1989–93; 1996–1997)
- Hernán Díaz (1989–99; 2000–01)
- Gabriel Batistuta (1989–90)
- Rubén Da Silva (1989–91; 1992–93)
- Leonardo Astrada (1989–00; 2001–03)
- Sergio Berti (1990–92; 1993–95; 1996–99)
- Matías Almeyda (1991–96; 2009–)
- Ariel Ortega (1991–96; 2000–02; 2006–08; 2009–2011)
- Roberto Ayala (1993–95)
- Marcelo Gallardo (1993–99; 2003–06; 2009–10)
- Hernán Crespo (1993–96)
- Claudio Rojas (1992–94)
- Germán Burgos (1994–99)
- Alberto Garcia Aspe (1995)
- Celso Ayala (1995–98, 2000–05)
- Julio Ricardo Cruz (1996–97)
- Marcelo Salas (1996–98; 2003–05)
- Juan Pablo Sorín (1996–99)
- Santiago Solari (1996–99)
- Pablo Aimar (1996–00)
- Roberto Bonano (1996–01)
- Eduardo Berizzo (1996–99; 2000)
- Marcelo Escudero (1996–02)
- Diego Placente (1997–00)
- Roberto Trotta (1997; 1999–01)
- Martín Cardetti (1997–98; 1999–02)
- Juan Pablo Ángel (1997–00)
- Pedro Sarabia (1997–02)
- Nelson Cuevas (1998–03)
- Javier Saviola (1998–01)
- Mario Yepes (1999–02)
- Cristian Ledesma (1999-02; 2014)
- Eduardo Coudet (1999–02; 2003–04)
- Andrés D'Alessandro (2000–03)
- Esteban Cambiasso (2001–02)
- Martín Demichelis (2001–03)
- Ricardo Ismael Rojas (2001–06)
- Fernando Cavenaghi (2001–04; 2011-2012; 2014-2015)
- Alejandro Damián Dominguez (2011-04; 2011-2012)
- Lucho González (2002–05)
- Germán Lux (2002-2006; 2017-2022)
- Javier Mascherano (2003–05)
- Gonzalo Higuaín (2004–06)
- Juan Pablo Carrizo (2005–08; 2010-)
- Radamel Falcao (2005–09)
- Sebastián Abreu (2007–08)
- Alexis Sánchez (2007–08)
- Diego Buonanotte (2007-2011)
- Roberto Pereyra (2008-2011)
- Rogelio Funes Mori (2009-2013)
- Erik Lamela (2009-2011)
- Manuel Lanzini (2010-2014)
- Jonatan Maidana (2011-2022)
- Leandro Chichizola (2011-2014)
- Germán Pezzella (2011-2015)
- Ramiro Funes Mori (2011-2015)
- Carlos Andrés Sanchez (2011-2015)
- Lucas Ocampos (2011-2012)
- David Trezeguet (2012-2013)
- Leonardo Ponzio (2012-2021)
- Rodrigo Mora (2012-2019)
- Gabriel Mercado (2012-2016)
- Marcelo Barovero (2012-2017)
- Matías Kranevitter (2012-2015)
- Sebastián Driussi (2013-2017)
- Giovanni Simeone (2013-2016)
- Teófilo Gutiérrez (2013-2014)
- Leonardo Pisculichi (2014-2016)
- Guido Rodríguez (2014-2016)
- Leonel Vangioni (2014-2016)
- Emanuel Mammana (2014-2016; 2022)
- Exequiel Palacios (2015-2019)
- Lucas Alario (2015-2017)
- Gonzalo Nicolás Martinez (2015-2018)
- Lucas Martinez Quarta (2016-2020)
- Milton Casco (2016-)
- Gonzalo Montiel (2016-2021)
- Ignacio Martín Fernández (2016-2021)
- Javier Pinola (2017-)
- Franco Armani (2017-)
- Rafael Borré (2017-2021)
- Enzo Peréz (2017-)
- Ignacio Scocco (2017-2020)
- Nicolás de la Cruz Arcosa (2017-)
- Juan Fernando Quintero (2018-2022)
- Lucas Pratto (2018-2021)
- Julián Álvarez (2018-2022)
- Robert Rojas Chávez (2019-)
- Matías Suárez (2019-)
- Enzo Fernández (2020-)

## Danske spillere
- Ingen

- Wikimedia Commons har flere filer relateret til Club Atlético River Plate